# Ablepharus
Genre
Ablepharus est un genre de sauriens de la famille des Scincidae. Ils sont appelés Abléphares en français.

## Répartition
Les espèces de ce genre se rencontrent dans le sud-est de l'Europe, au Moyen-Orient et en Asie centrale.

## Liste des espèces
Selon The Reptile Database (27 juillet 2013) :
- Ablepharus bivittatus (Menetries, 1832) - Abléphare à deux bandes
- Ablepharus budaki Göcmen, Kumlutas & Tosunoglu, 1996
- Ablepharus chernovi Darevsky, 1953
- Ablepharus darvazi Yeriomchenko & Panfilov, 1990
- Ablepharus deserti Strauch, 1868
- Ablepharus grayanus (Stoliczka, 1872)
- Ablepharus kitaibelii (Bibron & Bory St-Vincent, 1833) - Abléphare de Kitaibel
- Ablepharus lindbergi Wettstein, 1960
- Ablepharus pannonicus (Fitzinger, 1824)
- Ablepharus rueppellii (Gray, 1839)

## Étymologie
Le nom de ce genre, ablepharus, vient du grec α, « sans », et βλεφαρον, « paupière », car leurs yeux sont dépourvus de paupière.

## Publication originale
- Lichtenstein, 1823 : Verzeichniss der Doubletten des Zoologischen Museums der Königlichen Friedrich-Wilhelm-Universität zu Berlin nebst Beschreibung vieler bisher unbekannter Arten von Säugethieren, Vögeln, Amphibien und Fischen. Königlich Preussische Akademie der Wissenschaften, Berlin, p. 1-118 (texte intégral).